# Jan Boris-Möller
Jan Fredrik Boris-Möller, född 22 april 1957 i Strängnäs, är en svensk kock, författare och TV-personlighet. Han är sonson till Boris Möller.

## Biografi
Boris-Möller har ingen formell kockutbildning, utan utbildade sig först till officer och elektronikingenjör. Därefter startade han cateringfirman No Problem.
Boris-Möller inledde sin TV-karriär i Sköna söndag på 1980-talet och medverkade sedan under 1990-talet tillsammans med Carolina Norén i Sveriges Televisions matserie Här är ditt kylskåp. Därefter följde flera TV-satsningar under 1990-talet, exempelvis 43 rum och kök med Johan Nordén, Julens Goda och TV3:s miniserie Sommarens Goda med Svante Grundberg. Flera av hans program blev stilbildande genom att matlagningsprogrammen blev underhållningsprogram och därför att han valde inspelade inslag istället för färdigt förberedda rätter. Han skrev förordet i boken om Fredskockarna – I grytorna för freden.
Boris-Möller menade tidigt att matlagning, även professionell, bygger på myter och missuppfattningar. Bland annat ifrågasatte han användandet av tid vid stekning jämfört med temperatur och ifrågasatte grillning som metod. Många av hans idéer uppfattades som kontroversiella och när han tilldelades Gastronomiska akademins guldmedalj 1993 var det flera tidigare pristagare som uppgav att de skulle lämna tillbaka medaljen.  Han lämnade rampljuset i slutet på 1990-talet för att satsa på sin cateringfirma men har även därefter hållit föredrag under devisen "att slakta heliga kor". Intresset för de verksamma processerna vid matlagning ledde till ett samarbete med fysikern Hans-Uno Bengtsson och boken Koka soppa på fysik från 1997. 
År 2021 deltog han i säsong 10 av TV-programmet Kockarnas kamp.

## Priser och utmärkelser
- 1993 - Gastronomiska akademins guldmedalj[2]